# 9-تريكوسين
9-تريكوسين (بالإنجليزية: -9-Tricosene)‏ ويُعرَف باسمِ Musalure هو فرمون حشري موجود في ذباب ذوات الجناحين مثل الذبابة المنزليّة. تنتجها الإناث لجذب الذكور للتزاوج. يتم استخدامه كمبيد للآفات، كما هو الحال في ماكس فورس كويك بايت (بالإنجليزية: Maxforce Quickbayt)‏ من باير (بالإنجليزية: Bayer)‏ حيثُ يجذب الذكور إلى الفخاخ لمنعهم من التكاثر.

## الوظائف البيولوجية
9-تريكوسين هو فرمون جنسي تنتجه إناث الذباب المنزلي (Musca domestica) لجذب الذكور. في النحل، هو أحد فرمونات الاتصال التي تم إطلاقها أثناء رقصة الاهتزاز.

## الاستخدامات
كمبيد للآفات، يُستخدم 9-تريسكون في ورق الذباب وغيرها من الفخاخ لجذب ذكور الذباب وحبسهم ومنعهم من التكاثر.

## التخليق الحيوي
9- التريكوزين يتم تصنيعه حيوياً في الذباب المنزلي من حمض العصبونيك. يتم تحويل الحمض إلى مشتق أسيل- CoA ثم يتم تقليله إلى الألدهيد 15-تتراكوسينال. من خلال تفاعل نزع الكربوكسيل، يتم تحويل الألدهيد إلى 9-تريكوسين. تتم عملية التوسط بواسطة إنزيم السيتوكروم بي 450 وتتطلب الأكسجين (O 2) والنيكوتيناميد فوسفات الأدينين ثنائي النوكليوتيد (NADPH).

التخليق الحيوي لـ و9-تريكوسين (أسفل) من حمض النيربونيك (أعلى).

## الأمان
تعتبر المنتجات التي تحتوي على -9-تريكوسين آمنة للإنسان والحياة البرية والبيئة.